# Waterdraakje
Het waterdraakje (Stylaria lacustris) is een ringworm uit de familie Naididae. De wetenschappelijke naam van de soort is gepubliceerd in 1767 door Carl Linnaeus.

## Kenmerken
Individuele dieren bereiken een lengte van 10 mm, met segmenten tot 20 mm. Het dier is transparant en bruinachtig van kleur. De soort is uitgerust met twee ogen. De lange antenne aan de voorkant is ongepaard, scherp gescheiden en bewegelijk. Ze kunnen goed zwemmen.

## Voortplanting
Voortplanting vindt meestal ongeslachtelijk plaats door ketenvorming. Geslachtelijke voortplanting vindt ook plaats in de herfst. De met slijm bedekte cocons zijn te vinden op waterplanten.

## Habitat
Het dier wordt aangetroffen op waterplanten en in de modder van rivieren en stilstaand water. Ze voeden zich met algen.

## Verspreiding
Hij komt voor Noord-Europa, Noord-Amerika en Panama. 